# Megalithanlagen am Down Tor

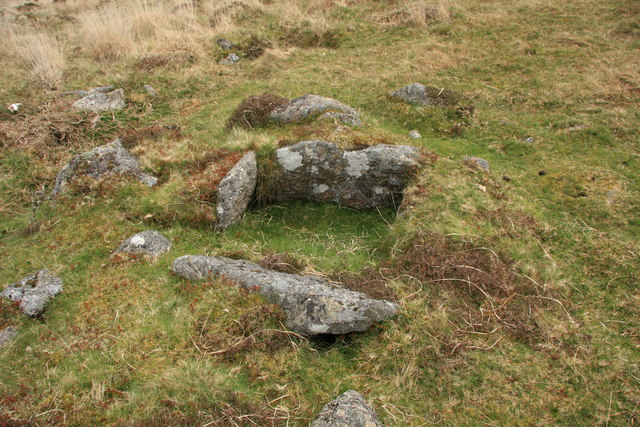
Steinkiste am Down Tor

Die Megalithanlagen am Down Tor befinden sich am Down Tor, einem Tor der Hügellandschaft Dartmoor in Devon in England. Das Tor ist eine fünf Meter hohe natürliche Felsformation abgewitterten Granits. Die vorgeschichtlichen Denkmäler - der Steinkreis und die Steinreihe - liegen östlich vom Burrator Stausee. Von der Princetown-Yelverton Road (B3212) geht eine Straße zum Parkplatz. Von hier führt ein Fußweg zum Tor.

Hingston Hill
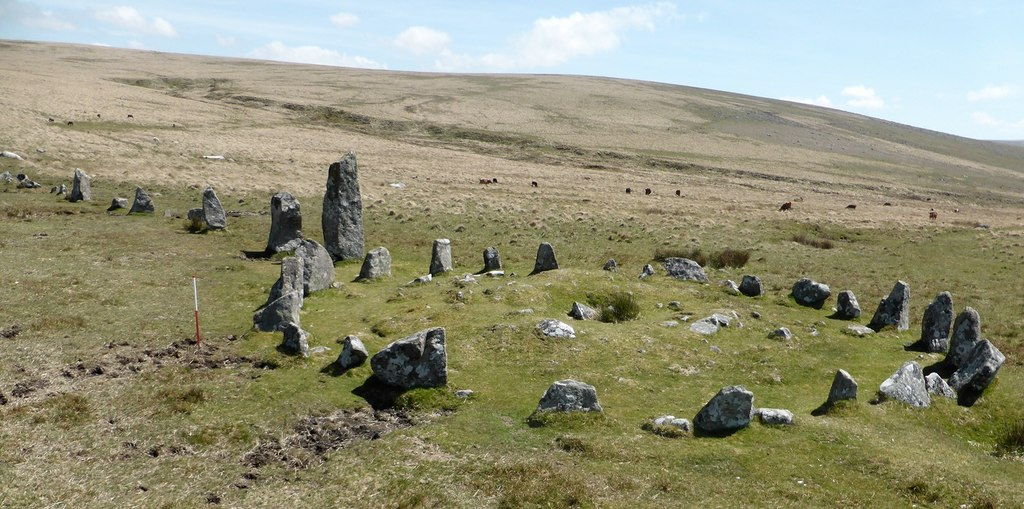
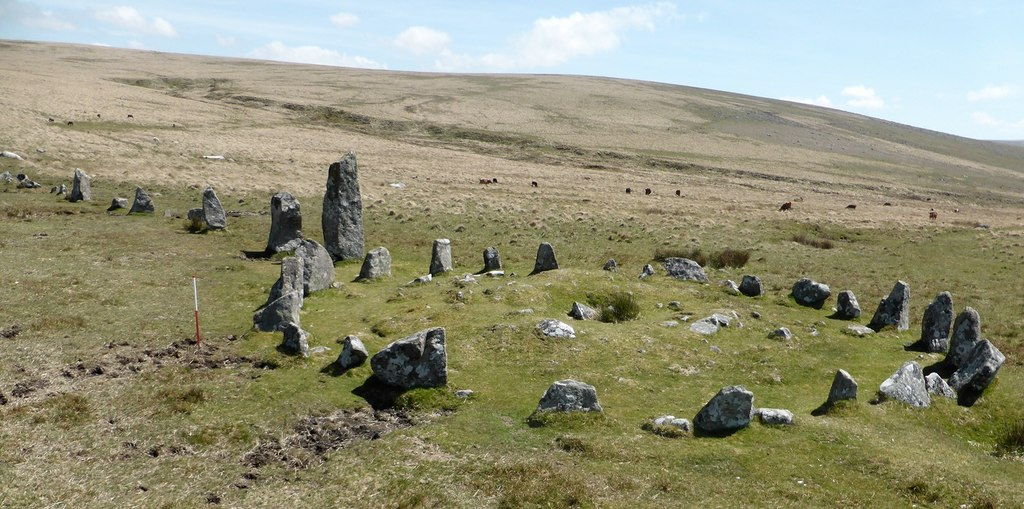
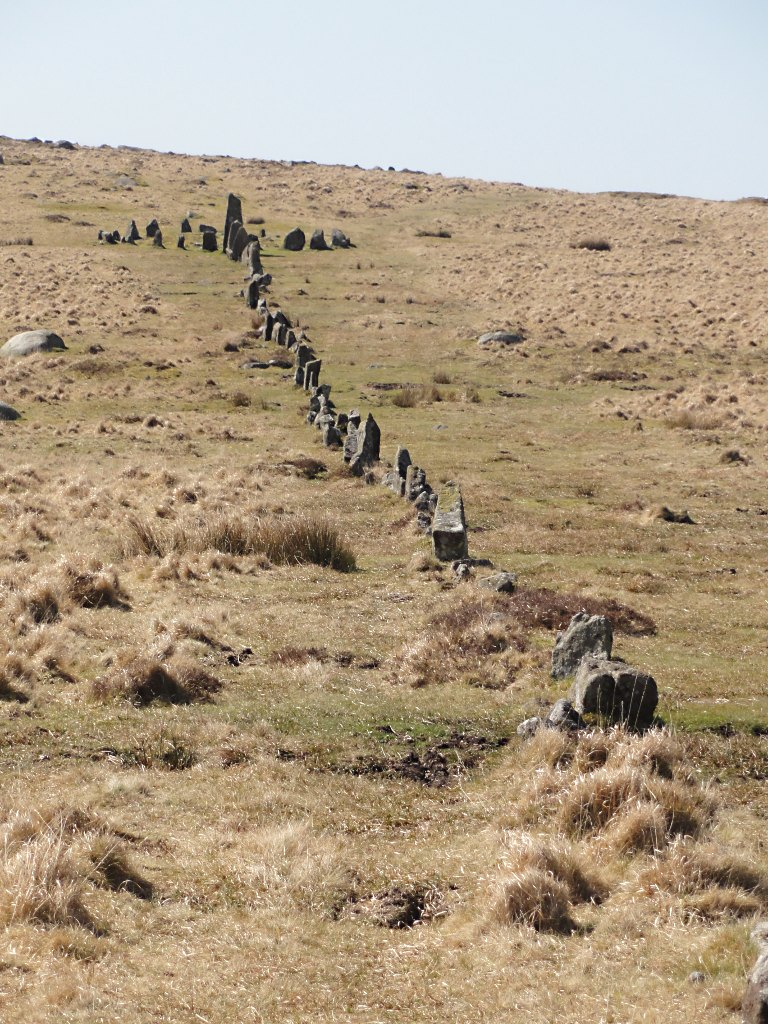
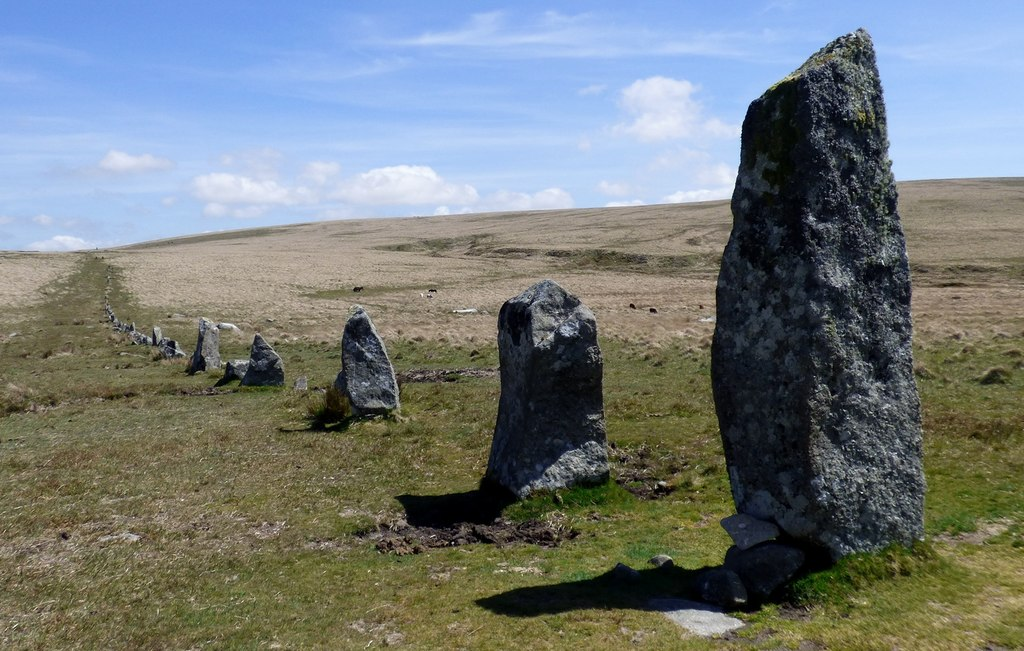

Die Megalithanlagen am Hingston Hill, unterhalb des Felsaufschlusses bestehen aus einem zerstörten Steinhügel, der inmitten des Steinkreises lag, und einer etwa 349,0 m langen konkaven Steinreihe, die vom Steinkreis aus hügelaufwärts verläuft. Der zerstörte Cairn hatte etwa 8,5 m Durchmesser. 25 Steine von durchschnittlich etwa 0,5 m Höhe bilden den Kreis. Ein Endstein von 1,5 m Höhe liegt am oberen Ende der Reihe, während der 2,7 m hohe Endstein am unteren Ende, außerhalb des Kreises steht. Die letzten Steine der aus 31 Graniten bestehenden Reihe nehmen in Richtung des 2,7 m hohen Steins zu.